# Ocupación estadounidense del sur de Siria
La ocupación estadounidense del sur de Siria, denominada por antonomasia con el nombre de Al-Tanf (en árabe: التَّنْف) es una base militar y zona de ocupación estadounidense en una parte ocupada por Estados Unidos de la Gobernación de Homs, al sureste de la República Árabe Siria. Se encuentra a 24 kilómetros al oeste del paso fronterizo de al-Walid en el desierto sirio. La zona de distensión circundante está situada a lo largo de la frontera entre Irak y Siria y entre Jordania y Siria. La guarnición está situada a lo largo de una carretera  conocida como la autopista M2 Bagdad-Damasco. El campamento de refugiados de Rukban para desplazados internos sirios está situado dentro de la zona de distensión.
La presencia de las Fuerzas Armadas de los Estados Unidos en el puesto avanzado comenzó a principios de 2016 durante la intervención liderada por este país en la guerra civil siria con el fin de entrenar a los combatientes anti-Estado Islámico del grupo armado de oposición Nuevo Ejército Sirio, que se disolvió y resurgió como el Ejército de Comando Revolucionario (Maghawir al-Thawra) en diciembre de 2016. En 2024, la base de Al-Tanf continúa sirviendo como cuartel general del Ejército de Comando Revolucionario y de un contingente de al menos 200 soldados estadounidenses que operan en nombre de la Coalición Internacional contra el Estado Islámico.

## Historia
En mayo de 2015, militantes del Estado Islámico (EI) capturaron el puesto de control fronterizo de Al-Tanf, obteniendo así el control de toda la longitud de la frontera entre Irak y Siria. La facción rebelde del Nuevo Ejército Sirio, respaldada por Estados Unidos, recuperó el puesto de Al-Tanf en el lado sirio de la frontera a principios de marzo de 2016, y el cruce fronterizo de Al-Waleed en el lado iraquí de la frontera fue recuperado por milicias tribales iraquíes pro gubernamentales respaldadas por fuerzas lideradas por Estados Unidos a principios de agosto.
En agosto de 2016, la BBC publicó fotografías tomadas en junio de ese año que, según dijo, mostraban a soldados de las Fuerzas Especiales del Reino Unido aparentemente vigilando el perímetro de la base de Al-Tanf.
En marzo de 2017, el Ejército de Comando Revolucionario, sucesor del Nuevo Ejército Sirio, reabrió el cruce fronterizo, reanudando el tráfico civil transfronterizo. Se decía que un grupo conocido como el Ejército de las Tribus Iraquíes controlaba el lado iraquí del cruce. En abril-mayo de 2017, se informó que el 5.º Grupo de Fuerzas Especiales de Estados Unidos estaba entrenando a rebeldes sirios en Al-Tanf. El 17 de junio de 2017, las Fuerzas Armadas iraquíes anunciaron que el Ejército iraquí y los combatientes tribales suníes, apoyados por aviones de la Coalición liderada por Estados Unidos, habían desalojado a ISIS del lado iraquí del cruce fronterizo de Al-Waleed.
A finales de 2017, los medios árabes comenzaron a llamar a la "área de desconflicto" alrededor de la base de Tanf "el área de 55 km", ya que estaba compuesta por un área de semicírculo con un radio de 55 km (35 millas) con la base en su centro. En 2019, la coalición CJTF-OIR se refirió al área simplemente como la Zona de Desconflicto (DCZ) con la Guarnición de Al-Tanf (ATG) en el centro.

### Historia operacional
En septiembre de 2017, el medio de comunicación propiedad del gobierno ruso RIA Novosti informó, con referencia a fuentes militares y diplomáticas anónimas, que Estados Unidos había expresado su disposición a abandonar Al-Tanf, pero no dijo cuándo. En agosto de 2018, el representante del Departamento de Estado de EE. UU., William V. Roebuck, viajó a Siria. "Estamos preparados para quedarnos aquí, como ha dejado claro el presidente Donald Trump", dijo después de reunirse con funcionarios rebeldes kurdos.

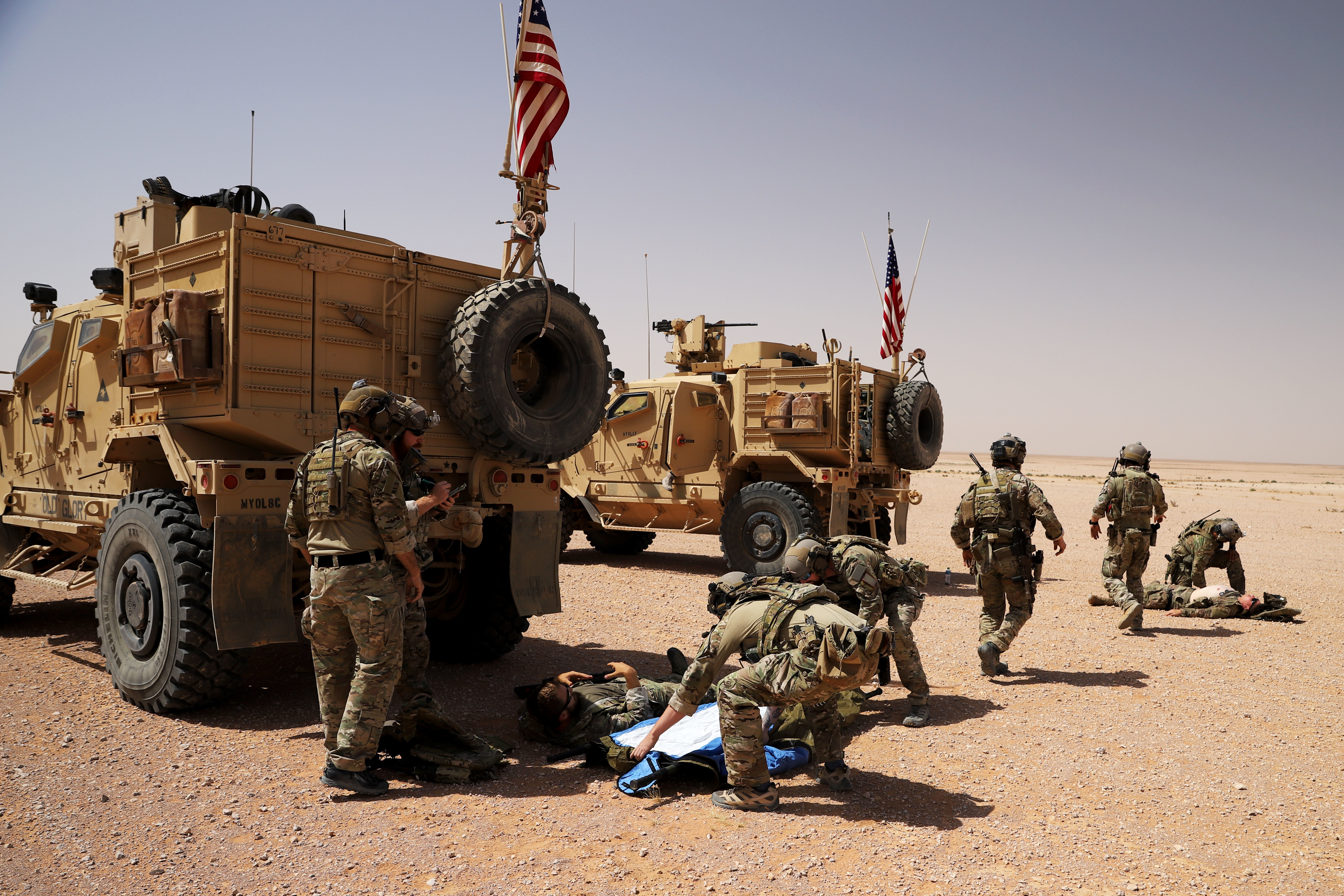
Las Boinas Verdes estadounidenses realizan un ejercicio de evacuación médica durante una patrulla dentro de la Zona de Desconflicto el 27 de mayo de 2020

Para 2018, el área de Al-Tanf albergaba cinco facciones del Ejército Sirio Libre, incluidas los Leones del Ejército del Este, las Fuerzas del Mártir Ahmad al-Abdo, el Ejército de Tribus Libres, el Ejército Comando Revolucionario (también conocido como Maghawir al-Thawra) y la Brigada de Mártires de Al-Qaryatayn.
En una carta de febrero de 2018, el ejército estadounidense justificó su ocupación citando la doctrina de la autodefensa colectiva como necesaria para defender a Iraq, a los propios Estados Unidos y a otros estados de ISIS y otros grupos terroristas activos. En octubre de 2018, el general Joseph Votel, comandante del Mando Central de los Estados Unidos, declaró que las fuerzas estadounidenses en Al-Tanf no "tenían una misión contra Irán aquí. Tenemos una misión para 'derrotar a ISIS'", pero reconoció que la presencia estadounidense en la zona tenía "un efecto indirecto en algunas actividades malignas que Irán y sus diversos representantes y sustitutos quisieran llevar a cabo aquí".

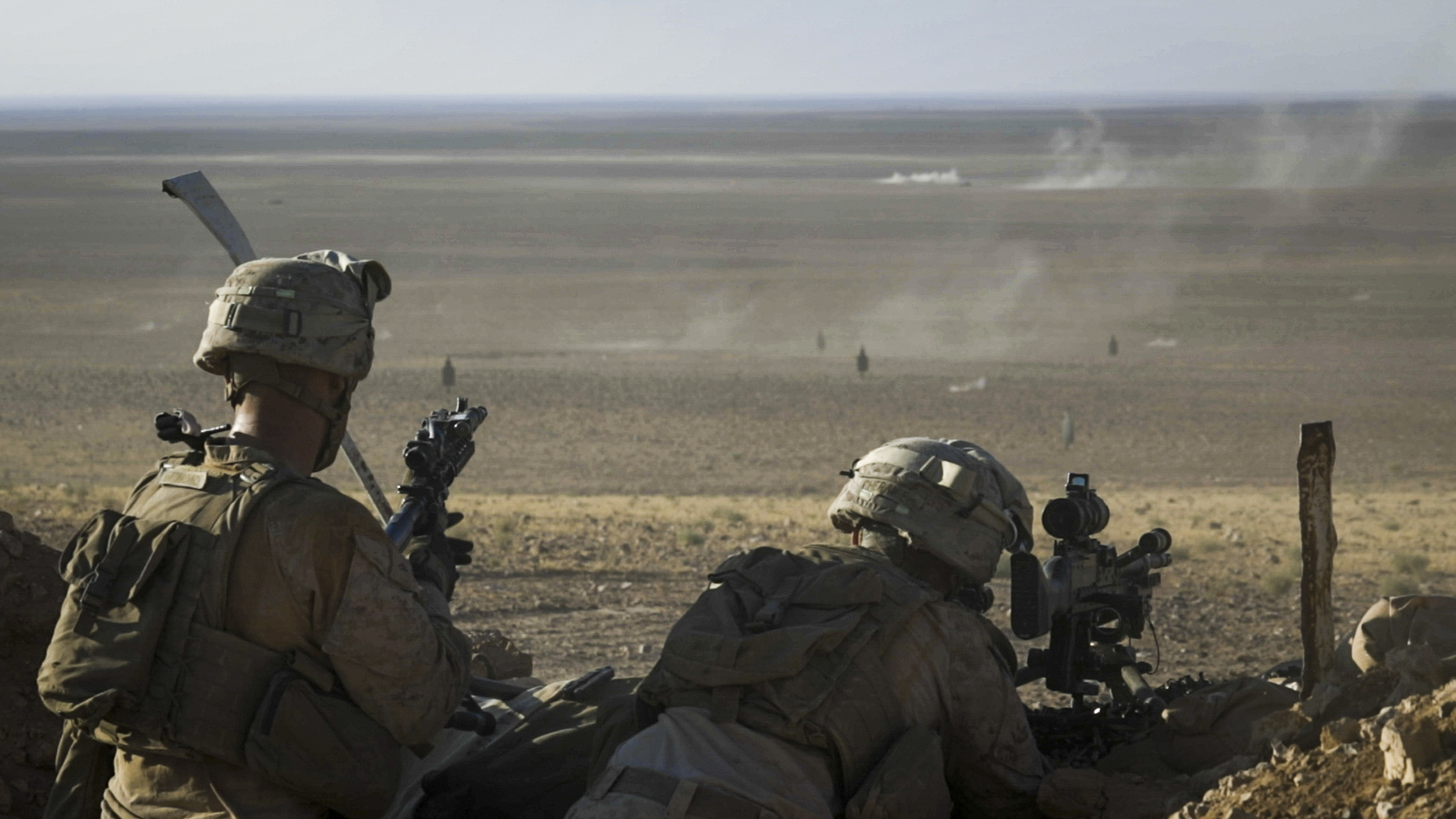
un ejercicio de fuego real por parte del 3.er Batallón, 7.º Regimiento de Marines

 asignado a la SP-MAGTF-CR-CC durante la Operación Apex Teufelhunden, cerca de Al-Tanf, el 7 de septiembre de 2018]]
El 7 de septiembre de 2018, 3l Comando Central de los Estados Unidos anunció un ejercicio de fuego real Operación Resolución Inherente alrededor de la guarnición de al-Tanf, llamado Operación Apex Teufelhunden. El anuncio lo describió como un "ejercicio para derrotar a ISIS".
Después de la retirada anunciada de las tropas estadounidenses de Siria, el asesor de seguridad nacional de Estados Unidos John Bolton dijo a principios de 2019 que las operaciones estadounidenses en el área de Al-Tanf continuarían como parte del esfuerzo estadounidense para contrarrestar la "influencia iraní" en Siria.
El 28 de enero de 2019, el ministro de Asuntos Exteriores de Jordania, Ayman Safadi, descartó la posibilidad de que las fuerzas jordanas tomen el control de Al-Tanf después de que las tropas terrestres estadounidenses abandonen Siria, diciendo: "Al-Tanf está al otro lado de la frontera jordana. Como dije, Jordania no cruzará su frontera. Tomaremos todas las medidas que tengamos para proteger nuestra seguridad... pero los acuerdos al otro lado de la frontera después de la retirada tendrán que ser acordados por todas las partes, y tienen que garantizar la seguridad en el área".
El gobierno de Trump anunció el 22 de febrero de 2019 que alrededor de 400 soldados estadounidenses permanecerían en Siria después de la retirada, con aproximadamente la mitad de ellos en la Federación Democrática del Norte de Siria y la otra mitad en la guarnición de Al-Tanf.
Los 200 que estaban en Al-Tanf debían permanecer indefinidamente. El 4 de junio de 2019, representantes de más de 30 países participaron en una reunión con el comando de la Operación Resolución Inherente en Kuwait, donde se discutió la cuestión de intensificar los esfuerzos para combatir el terrorismo en Irak y Siria.
En medio de un período de crecientes tensiones regionales con Irán, el Pentágono anunció el 18 de junio que se desplegarán otros 1,000 soldados en Oriente Medio, presumiblemente incluida la base de Al-Tanf. En octubre de 2019, en el contexto de la retirada de las tropas estadounidenses del norte de Siria, el periódico The New York Times informó de que el Pentágono estaba planeando "dejar 150 fuerzas de operaciones especiales en una base llamada al-Tanf".
En noviembre de 2019, el presidente de Estados Unidos, Donald Trump, declaró que las tropas estadounidenses estaban en Siria "solo por petróleo". El 23 de octubre de 2019, Maghawir al-Thawra supuestamente confiscó un cargamento de Captagon por valor de 3,5 millones de dólares que se dirigían al campamento de refugiados de Rukban en una importante redada contra el contrabando de armas y drogas de las redes clandestinas de ISIS.
El 16 de abril de 2020, varios rebeldes sirios de la base de Al-Tanf desertaron al gobierno sirio en un convoy.

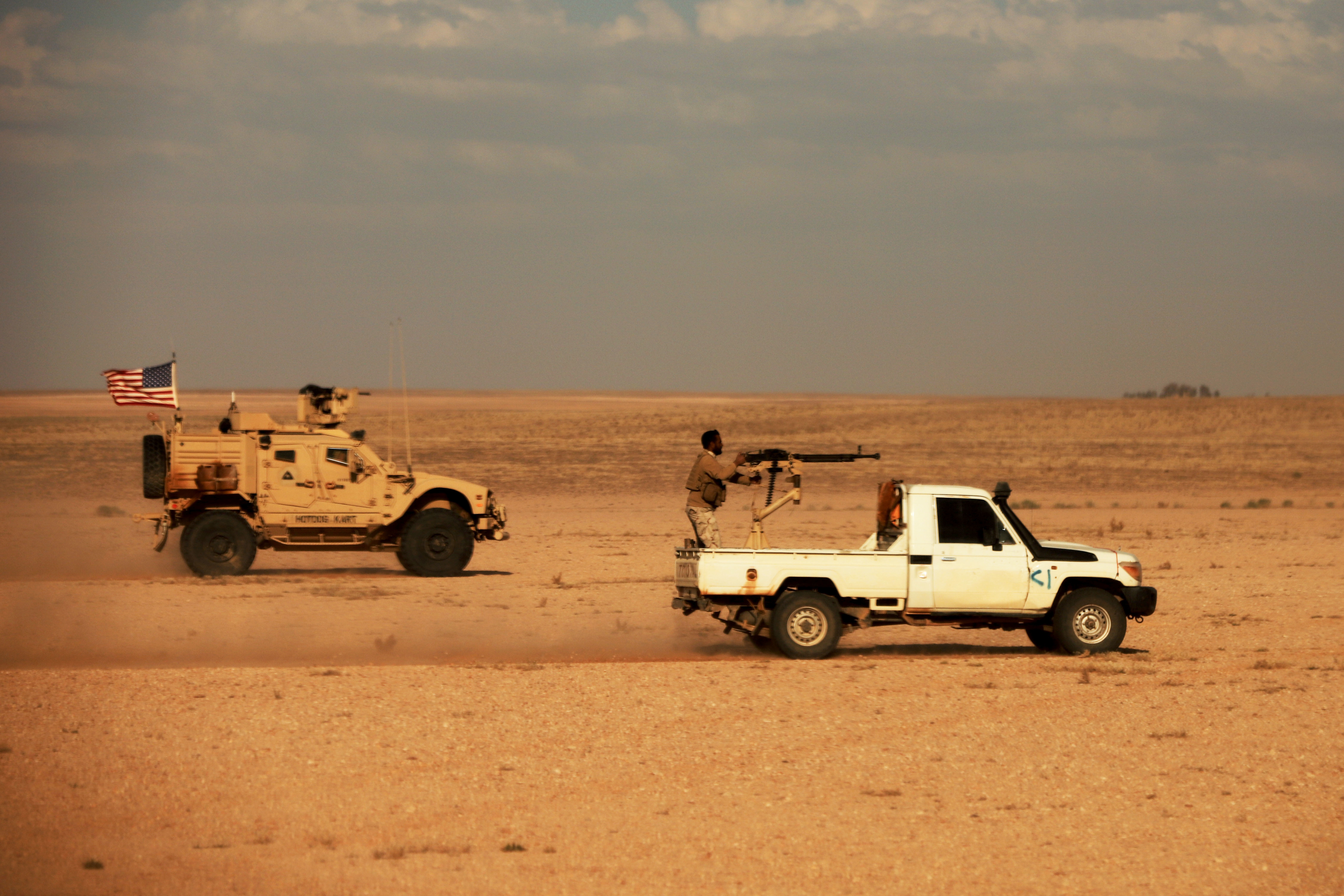
Los Boinas Verdes de EE. UU. y el Maghawir al-Thawra (MaT) en una patrulla conjunta cerca de Al-Tanf, 29 de abril de 2020

En mayo de 2020, el ejército estadounidense publicó imágenes de personal de las fuerzas de operaciones especiales en el campo de entrenamiento de Al-Tanf con un avanzado sistema de mira óptica Smart Shooter SMASH 2000 "inteligente" de fabricación israelí conectado a sus rifles M4A1. No estaba claro si las unidades de operaciones especiales en la región habían adoptado realmente la óptica computarizada o si el entrenamiento era parte de pruebas de campo u otro tipo de demostración.
En 2021, se informó que, según "fuentes de defensa israelíes", Al-Tanf seguía albergando a unos 350 militares y civiles, "incluidas algunas fuerzas británicas y francesas que fueron descritas como 'expertos en inteligencia'".
En agosto de 2022, se informó que había aproximadamente 900 tropas estadounidenses en Siria, la mayoría de ellas repartidas entre la base de Al-Tanf y los campos petrolíferos del este de Siria.
En octubre de 2024, los oficiales estadounidenses en Al-Tanf pusieron a la Brigada Abu Khatab y otras unidades rebeldes bajo el mando conjunto del RCA como el Ejército Libre Sirio (SFA). El número de combatientes aumentó de 800 a 3.000. Todos ellos continuaron siendo armados por los EE. UU. y recibieron un salario mensual de 400 dólares, casi doce veces más que lo que recibían los reclutas del gobierno de Asad. Para las ofensivas de 2024, el SFA y el HTS trabajaron juntos y las comunicaciones entre las dos fuerzas fueron coordinadas por los estadounidenses en Al-Tanf.
En diciembre de 2024, el Ejército Libre Sirio lanzó la Ofensiva de Palmira desde Al-Tanf en Palmira, con apoyo logístico de las fuerzas estadounidenses. En dos días, el SFA capturó rápidamente Palmira y luego procedió a ingresar a la capital siria, Damasco, desde el este durante la consiguiente caída del régimen de Assad.

## Legalidad
El gobierno de Siria  califica como ilegal la presencia militar estadounidense en Al-Tanf y "considera la presencia de tropas turcas y estadounidenses en su territorio como una agresión y exige la retirada inmediata e incondicional de las fuerzas extranjeras de su territorio".  Los gobiernos iraní, ruso y chino  han apoyado públicamente la posición del gobierno sirio, criticando regularmente la presencia estadounidense en el sureste de Siria. El ministro de Asuntos Exteriores de China ha pedido a Estados Unidos que "respete la soberanía, la independencia y la integridad territorial de otros países y ponga fin de inmediato a la ocupación ilegal y el saqueo de las tropas en Siria".   En una carta de febrero de 2018, Estados Unidos justificó su ocupación citando la doctrina de la autodefensa colectiva como necesaria para defender a Irak, a los propios Estados Unidos y a otros estados del EI y otros grupos terroristas activos. 
Estados Unidos ha calificado la base de Al-Tanf como una reacción a la influencia residual de la coalición RSII en la zona.  Más tarde, en noviembre de 2019, el presidente de Estados Unidos, Donald Trump, declaró que las tropas estadounidenses estaban en Siria "solo por petróleo".   
Tras el anuncio de la retirada de las tropas estadounidenses de Siria, el asesor de seguridad nacional de Estados Unidos, John Bolton, dijo a principios de 2019 que las operaciones estadounidenses en el área de Al-Tanf continuarían como parte del esfuerzo estadounidense para contrarrestar la "influencia iraní" en Siria.  El 28 de enero de 2019, el ministro de Asuntos Exteriores de Jordania, Ayman Safadi, descartó la posibilidad de que las fuerzas jordanas tomen el control de Al-Tanf después de que las tropas terrestres estadounidenses abandonen Siria. "Al-Tanf está al otro lado de la frontera jordana. Como dije, Jordania no cruzará su frontera. Tomaremos todas las medidas que estén a nuestro alcance para proteger nuestra seguridad... pero los acuerdos que se tomen al otro lado de la frontera después de la retirada deberán ser acordados por todas las partes, y deben garantizar la seguridad en la zona", dijo Safadi. 

### Ataques a la base
El 8 de abril de 2017, el Estado Islámico lanzaron un ataque complejo y coordinado contra un puesto de avanzada de las Fuerzas de Operaciones Especiales de Estados Unidos en Al-Tanf. ISIS inició el ataque atacando la base con un coche bomba suicida y luego atacó con unos 50 soldados de infantería. Los rebeldes proestadounidenses afirmaron que cuatro de los suyos murieron y que ocho miembros de ISIS fueron asesinados. El ataque fue repelido primero por disparos de los rebeldes aliados, así como por noruegos y fuerzas especiales estadounidenses, seguidas de ataques aéreos de la coalición CJTF-OIR que mataron a la mayoría de las fuerzas de ISIS y destruyeron sus vehículos. El 18 de mayo de 2017, aviones de combate estadounidenses atacaron un convoy de fuerzas pro-Assad que avanzaba hacia la base. 

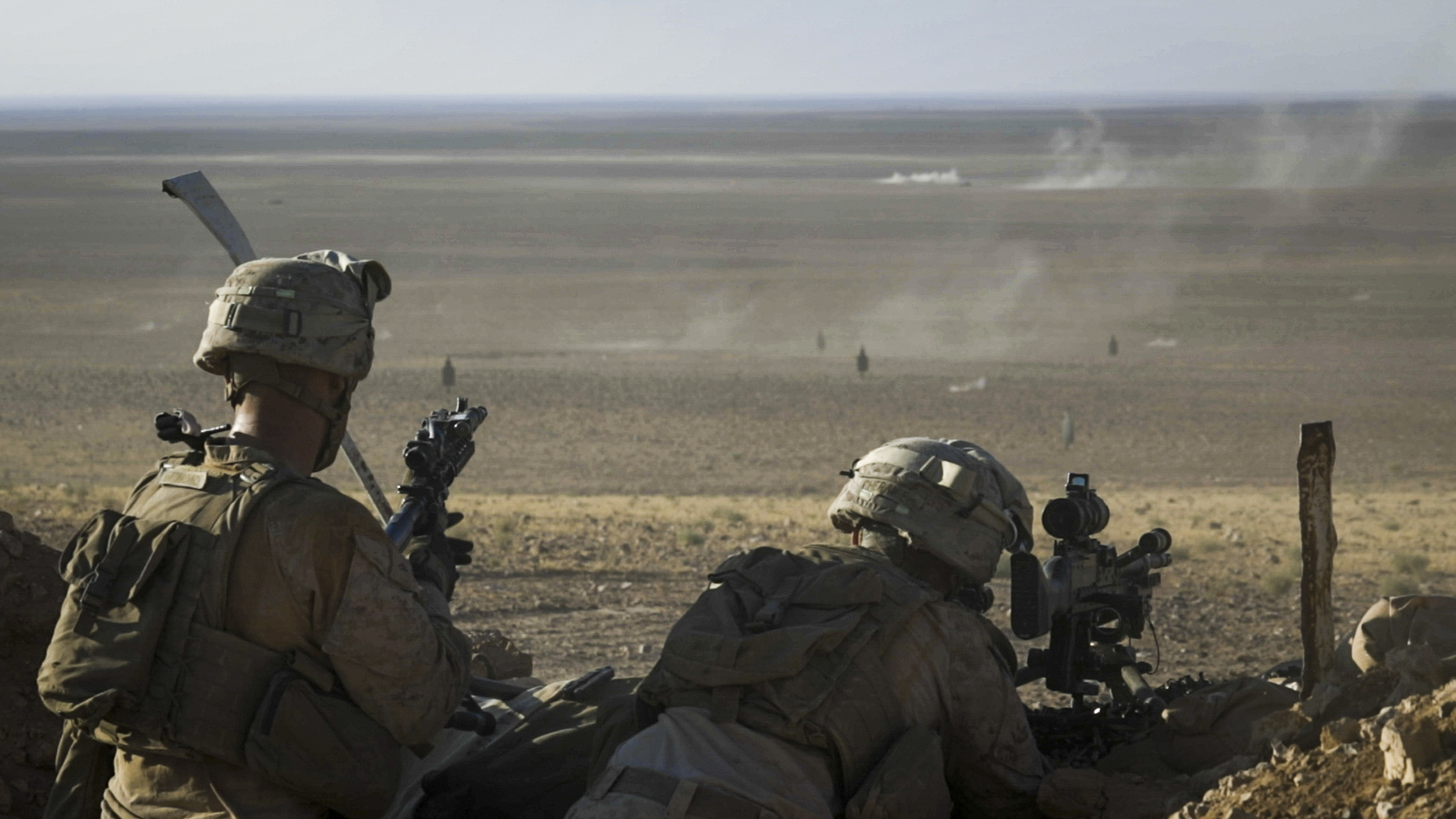
Tercer batallón, séptimo regimiento de Marines asignado a la SP-MAGTF-CR-CC durante la Operación Apex Teufelhunden, un ejercicio de fuego real cerca de Al-Tanf, 7 de septiembre de 2018

Poco después, se informó que las fuerzas del gobierno sirio continuaban su campaña en el desierto sirio de 2017, utilizando armas avanzadas de fabricación rusa y contando con el apoyo de helicópteros rusos, según un informe reconocido el 26 de mayo por el canal de televisión Zvezda del Ministerio de Defensa ruso. A finales de diciembre de 2017, el Jefe del Estado Mayor ruso Valeri Guerásimov dijo que la guarnición estadounidense en Al-Tanf estaba completamente aislada por las fuerzas del gobierno sirio tras la ofensiva del desierto en la zona.
El 17 de junio de 2017, las Fuerzas Armadas Iraquíes anunciaron que el Ejército iraquí y los combatientes tribales sunitas, apoyados por aviones de la coalición liderada por Estados Unidos, habían desalojado al EI del lado iraquí del cruce fronterizo de Al Walid. 
A finales de diciembre de 2017, el jefe de Estado Mayor ruso, Valery Gerasimov, dijo que la guarnición estadounidense en Al-Tanf estaba completamente aislada por las fuerzas del gobierno sirio tras la ofensiva en el desierto en la zona.  
Alrededor del 16 de febrero de 2020, un "grupo rebelde respaldado por Irán" habría violado la zona de distensión en Al-Tanf, y fue repelido luego por miembros de Maghawir al-Thawra.
El 20 de octubre de 2021, la base fue atacada por drones, sin causar heridos.  El 14 de diciembre de 2021, un Typhoon FGR4  de la RAF derribó un pequeño dron hostil con un ASRAAM cerca de la base.  
En junio de 2022, Rusia llevó a cabo ataques aéreos en la base militar estadounidense de la guarnición de Al-Tanf, después de notificar primero a Estados Unidos sus intenciones. Los funcionarios estadounidenses dijeron que Rusia afirmó que el grupo Maghawir al-Thawra había llevado a cabo un ataque con bombas al costado de la carretera contra las fuerzas rusas, aunque Estados Unidos no lo creyó y, en cambio, consideró que Rusia simplemente estaba buscando una razón para llevar a cabo los ataques aéreos en el lugar. 
Estados Unidos informó de un ataque con drones en las inmediaciones de la base de Al-Tanf en la noche del 15 de agosto de 2022.  Todos los drones, menos uno, fueron repelidos y, a pesar de que uno de ellos detonó en un recinto utilizado por Maghaweir al-Thowra, el ataque no causó víctimas ni daños.  Poco después, el Ministerio de Asuntos Exteriores sirio publicó un comunicado en el que exigía que "la parte estadounidense retire de forma inmediata e incondicional sus fuerzas militares que están presentes ilegalmente en el territorio sirio". 
El 24 de agosto de 2022, el presidente estadounidense Joe Biden ordenó ataques aéreos contra el supuesto Cuerpo de la Guardia Revolucionaria Islámica después de que varios cohetes impactaran cerca de la base militar estadounidense en Al-Tanf el 15 de agosto y de un ataque aéreo del ejército ruso en un área controlada por la oposición siria. Los ataques estadounidenses tuvieron como objetivo once búnkeres en Deir ez-Zor utilizados para almacenar armas, según el Mando Central de los Estados Unidos.   Un portavoz del Ministerio de Asuntos Exteriores iraní negó que Irán tuviera vínculo alguno con los objetivos atacados por Estados Unidos en Siria y condenó el ataque como "una violación de la soberanía y la integridad territorial de Siria".  
A mediados de octubre de 2023, un ataque con drones en Al-Tanf dejó a quince soldados estadounidenses con lesiones cerebrales traumáticas y a otros dos con heridas leves.  Todo el personal estadounidense herido regresó al servicio el 12 de noviembre 
El 28 de enero de 2024, una operación "suicida" con drones llevada a cabo en la Torre 22, un puesto militar cerca de Al-Tanf en la frontera jordana, se saldó con tres soldados estadounidenses muertos y más de 30 heridos.  La Resistencia Islámica en Irak, una milicia apoyada por Irán, se atribuyó la responsabilidad del ataque. 

## Operaciones

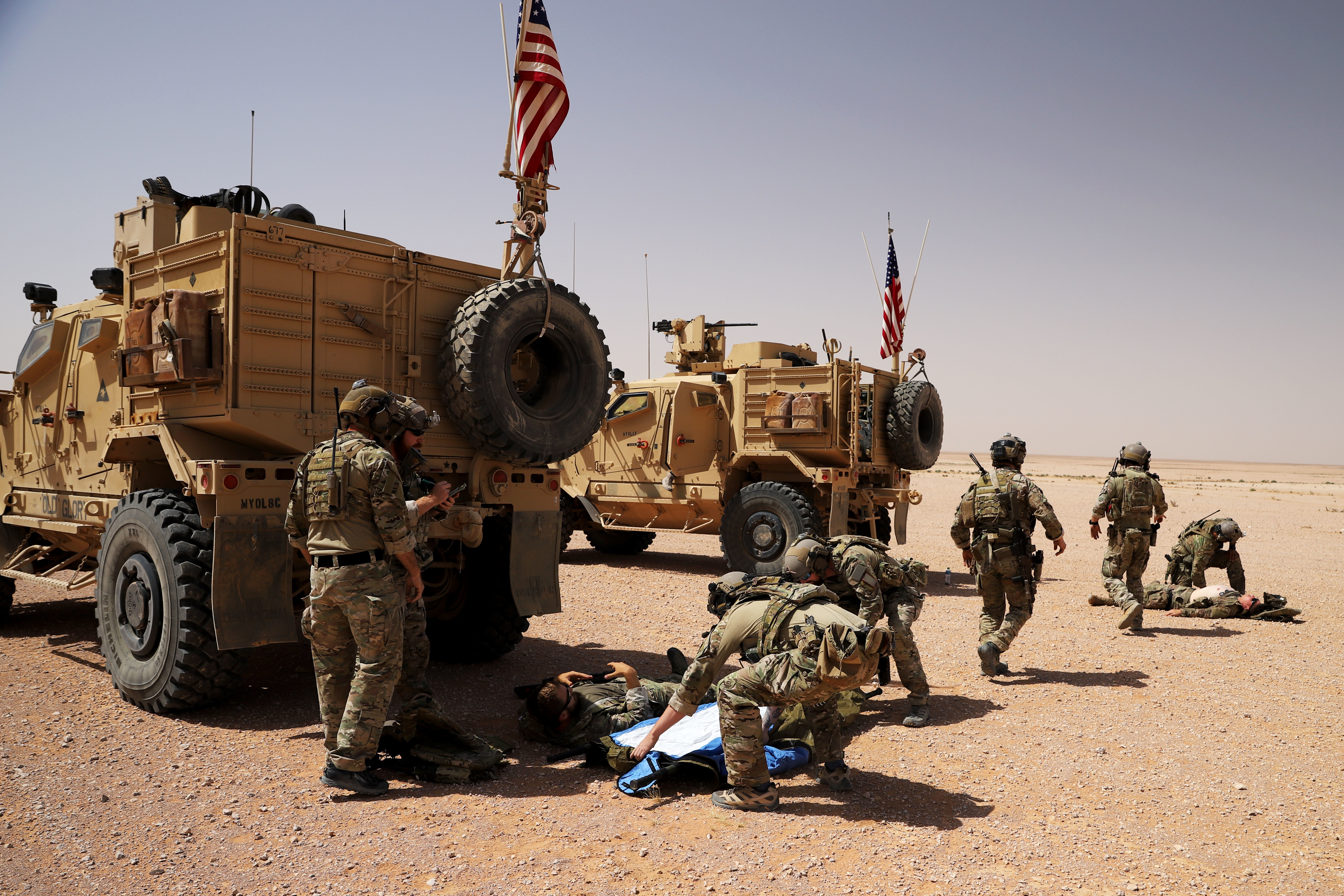
Los Boinas Verdes de Estados Unidos realizan un ejercicio de evacuación médica durante una patrulla dentro de la Zona de Desconflicto, el 27 de mayo de 2020

A finales de 2017, los medios árabes comenzaron a llamar al "área de desconflict " alrededor de la base de Al-Tanf  "el área de 55 km", ya que estaba compuesta por un área de semicírculo con un radio de 55 km con la base en su centro. En 2018, la zona de Al-Tanf albergaba cinco facciones rebeldes, entre ellas los Leones del Ejército del Este, las Fuerzas del Mártir Ahmad al-Abdo, el Ejército de las Tribus Libres, el Ejército de Comando Revolucionario (también conocido como Maghawir al-Thawra (MaT)) y la Brigada de los Mártires de Al-Qaryatayn. 
El 7 de septiembre de 2018, el Comando Central de los Estados Unidos anunció un ejercicio de fuego real denominado Operación Resolución Inherente alrededor de la guarnición de Al-Tanf, llamado también Operación Apex Teufelhunden. El anuncio lo describió como un "ejercicio para derrotar a ISIS".  El centro ruso para la reconciliación de Siria comentó que “durante la existencia de la base, no sabemos de una sola operación estadounidense contra el EI en la zona”. 
El 23 de octubre de 2019, Maghawir al-Thawra habría confiscado drogas ilícitas por valor de 3,5 millones de dólares a un contrabandista dentro de la DCZ. Según CJTF-OIR, el contrabandista escondió las drogas bajo la apariencia habitual de suministros que transportaba al campo de refugiados de Rukban. MaT registró el camión del contrabandista y encontró casi 850.000 pastillas de Captagon. "Esta es una de las redadas de drogas más grandes que hemos tenido", dijo el coronel Muhanned Tallah, comandante del MaT. La coalición vinculó el contrabando de armas y drogas dentro de la DCZ con las redes clandestinas del EI. 
El 30 de mayo de 2020, el ejército estadounidense publicó imágenes de personal de las fuerzas de operaciones especiales en el entrenamiento de Al-Tanf con un avanzado sistema de mira óptica inteligente Smart Shooter SMASH 2000 de fabricación israelí conectado a sus rifles M4A1. No quedó claro si las unidades de operaciones especiales de la región habían adoptado efectivamente la óptica computarizada o si el entrenamiento era parte de pruebas de campo u otro tipo de demostración. 

### Críticas
La Siria baazista consideró ilegal la presencia militar estadounidense en Al-Tanf y "consideró la presencia de tropas turcas y estadounidenses en su territorio como una agresión y exige la retirada inmediata e incondicional de las fuerzas extranjeras de su territorio". Los gobiernos de Irán, Rusia y Chinaapoyó públicamente la posición del gobierno baazista y criticó regularmente la presencia estadounidense en el sureste de Siria. El ministro de Asuntos Exteriores de China ha pedido a Estados Unidos que "respete la soberanía, la independencia y la integridad territorial de otros países y ponga fin de inmediato a la ocupación ilegal y el saqueo de las tropas en Siria".
El 8 de febrero de 2018, tras la Batalla de Khasham en el este de Siria, en la que las Fuerzas Democráticas Sirias y Estados Unidos infligieron múltiples bajas entre los mercenarios rusos del Grupo Wagner, la portavoz del Ministerio de Asuntos Exteriores ruso, Maria Zakharova, dijo: "La presencia armada ilegal estadounidense en Siria presenta un serio desafío al proceso de paz y a la integridad territorial y la unidad del país. Una zona de 55 kilómetros creada unilateralmente por los estadounidenses alrededor de su base militar cerca de al-Tanf está siendo utilizada por las unidades dispersas de militantes de ISIS" para evadir la persecución de las fuerzas gubernamentales y reagruparse. A mediados de febrero de 2018, el ministro de Asuntos Exteriores de Rusia, Serguéi Lavrov, dijo que la presencia militar estadounidense en Siria en general y en el área de Al-Tanf en particular "era ilegal e inaceptable".
El 27 de febrero de 2019, Siria y Rusia emitieron una declaración conjunta en la que exigían que todas las fuerzas estadounidenses abandonaran Siria, al tiempo que exigían que las fuerzas estadounidenses permitieran a las autoridades rusas y sirias evacuar el campo de refugiados de Rukban, junto a la frontera jordana, para "reubicar a las personas en el área de Rubkan y garantizarles un paso seguro a sus lugares de residencia permanente". Rusia argumentó que Estados Unidos estaba manteniendo el campo de refugiados como "rehenes" y potencialmente como escudos humanos dentro del territorio. Según un informe del 24 de marzo de la Voice of America, el grupo rebelde sirio Ejército de Comando Revolucionario, que ha estado manteniendo el acceso de la ayuda y proporciona seguridad al campamento de Rukban, dijo que tanto los refugiados como los rebeldes respaldados por Estados Unidos en la zona dependían de la protección estadounidense contra los ataques de las milicias pro gubernamentales sirias y los yihadistas afiliados al Estado Islámico. Un portavoz del campamento de Rukban afirmó que eran los sirios y los rusos los que estaban "embargando" el campamento para obligar a los refugiados a la reconciliación y presionar a las tropas estadounidenses para que abandonaran la base estratégicamente importante.

## Personal y despliegues
Estados Unidos se refiere al Ejército de Comando Revolucionario como parte de la "oposición siria investigada". Según Estados Unidos, a estos combatientes sólo se les permite lanzar ofensivas contra el EI y no contra las Fuerzas Armadas sirias, aunque se han producido enfrentamientos con elementos pro gubernamentales sirios.   En 2019, la coalición CJTF-OIR se refirió al área simplemente como la Zona de Desconflicto (DCZ) con la Guarnición de Al-Tanf (ATG) en el centro. 
En septiembre de 2017, el medio de comunicación estatal ruso RIA Novosti informó, con una referencia a fuentes militares y diplomáticas anónimas, que Estados Unidos había expresado su disposición a abandonar Al-Tanf, pero no dijo cuándo. 
El 8 de febrero de 2018, tras un "ataque no provocado" de las fuerzas gubernamentales pro sirias en el este de Siria, las Fuerzas Democráticas Sirias y la coalición liderada por Estados Unidos infligieron múltiples bajas entre los mercenarios rusos del Grupo Wagner, la portavoz del Ministerio de Asuntos Exteriores ruso, Maria Zakharova, dijo: "La presencia armada ilegal de Estados Unidos en Siria presenta un serio desafío al proceso de paz y a la integridad territorial y la unidad del país. Una zona de 55 kilómetros creada unilateralmente por los estadounidenses alrededor de su base militar cerca de Al-Tanf está siendo utilizada por las unidades dispersas de militantes de ISIS" para evadir la persecución de las fuerzas gubernamentales y reagruparse.  A mediados de febrero de 2018, el ministro de Asuntos Exteriores de Rusia, Serguéi Lavrov, dijo que la presencia militar estadounidense en Siria en general y en el área de Al Tanf en particular "era ilegal e inaceptable".  
En agosto de 2018, el representante del Departamento de Estado de Estados Unidos, William V. Roebuck, viajó a las ciudades de Manbiŷ y Kobane, ambas situadas en la gobernación de Alepo, así como a la ciudad de Al-Shaddadah en la gobernación de Hasaka. Más tarde tenía previsto visitar la gobernación de Deir ez-Zor, la mitad de la cual estaba en manos de la Administración Autónoma del Norte y Este de Siria liderada por los kurdos. "Estamos dispuestos a quedarnos aquí, como lo ha dejado claro el presidente Donald Trump ", dijo después de reunirse con funcionarios kurdos. 
En octubre de 2018, el general Joseph Votel, comandante del Mando Central de los Estados Unidos, declaró que las fuerzas estadounidenses en Al-Tanf no "tienen una misión contra Irán aquí. Tenemos una misión para derrotar a ISIS", pero reconoció que la presencia estadounidense en el área tenía "un efecto indirecto en algunas actividades malignas que Irán y sus diversos representantes y sustitutos quisieran llevar a cabo aquí". 
El gobierno de Trump anunció el 22 de febrero de 2019 que alrededor de 400 soldados estadounidenses permanecerían en Siria después de la retirada, con aproximadamente la mitad en la Administración Autónoma del Norte y Este de Siria y la otra mitad en la guarnición de Al-Tanf.  Los 200 que se quedaron en Al-Tanf permanecerían indefinidamente. 
El 27 de febrero de 2019, Siria y Rusia emitieron una declaración conjunta exigiendo nuevamente que todas las fuerzas estadounidenses abandonaran Siria, al tiempo que exigían que las fuerzas estadounidenses permitieran a las autoridades rusas y sirias evacuar el campo de refugiados de Rukban, a lo largo de la frontera jordana, para "reubicar a las personas en el área de Rubkan y garantizarles un paso seguro a sus lugares de residencia permanente". Rusia argumentó que Estados Unidos tenía el campo de refugiados como "rehenes" y potencialmente los estaba utilizando como escudos humanos dentro del territorio.   Según un informe del 24 de marzo de la Voz de América, el grupo rebelde sirio Ejército de Comando Revolucionario respaldado por Estados Unidos, que mantiene el acceso de la ayuda y proporciona seguridad al campamento de Rukban, dijo que tanto los refugiados como los rebeldes respaldados por Estados Unidos en la zona dependían de la protección estadounidense contra los ataques de las milicias pro gubernamentales sirias y los yihadistas afiliados al Estado Islámico. Un portavoz del campamento de Rukban afirmó que eran los sirios y los rusos los que estaban "embargando" el campamento para obligar a los refugiados a reconciliarse y presionar a las tropas estadounidenses para que abandonaran la base militar de Al-Tanf, de importancia estratégica. 
El 4 de junio de 2019, representantes de más de 30 países participaron en una reunión con el mando de la Operación Resolución Inherente en Kuwait, donde se abordó la cuestión de intensificar los esfuerzos para combatir el terrorismo en Irak y Siria.  En medio de un período de crecientes tensiones regionales con Irán, el Pentágono anunció el 18 de junio que se desplegarían otros 1.000 soldados en Oriente Medio, presumiblemente incluida la base estadounidense en Al-Tanf, Siria. 
El 16 de abril de 2020, varios rebeldes sirios de la base de Al-Tanf desertaron y se unieron al gobierno sirio en un convoy. 
En octubre de 2019, en el contexto de la retirada de las tropas estadounidenses del norte de Siria, The New York Times informó que el Pentágono estaba planeando "dejar 150 fuerzas de operaciones especiales en una base llamada Al-Tanf". 
En 2021, se informó que, según "fuentes de defensa israelíes", Al-Tanf seguía albergando a unos 350 militares y civiles, "incluidas algunas fuerzas británicas y francesas que fueron descritas como 'expertos en inteligencia'".  En agosto de 2022, se informó que había aproximadamente 900 tropas estadounidenses en Siria, la mayoría de ellas divididas entre la base de Al-Tanf y los campos petrolíferos del este de Siria. 